# Lee Thompson Young
Lee Thompson Young (ur. 1 lutego 1984 w Columbii w stanie Karolina Południowa, zm. 19 sierpnia 2013 w Los Angeles) – amerykański aktor filmowy i telewizyjny.

## Filmografia
seriale
- 2001: Hoży doktorzy jako Derek
- 2004: CSI: Kryminalne zagadki Nowego Jorku jako Kelvin Moore
- 2006: South Beach jako Alex Bauer
- 2010: Partnerki jako detektyw Barry Frost

film
- 1999: Johnny Tsunami jako Sam Sterling
- 2004: Światła stadionów jako Chris Comer
- 2010: Bastard jako pasażer
- 2012: Just an American jako Curtiss Jackson